# أندرسون كورديرو كوستا
أندرسون كورديرو كوستا (بالبرتغالية: Anderson Cordeiro Costa‏) هو لاعب كرة قدم برازيلي، ولد في 10 أكتوبر 1998 في البرازيل.

## وصلات خارجية
- أندرسون كورديرو كوستا على موقع قاعدة بيانات كرة القدم.إي يو (الإنجليزية)
- أندرسون كورديرو كوستا على موقع Soccerway.com (الإنجليزية)